# NGC 6976
NGC 6976 је спирална галаксија у сазвежђу Водолија која се налази на NGC листи објеката дубоког неба.
Деклинација објекта је - 5° 46' 17" а ректасцензија 20h 52m 25,9s. Привидна величина (магнитуда) објекта NGC 6976 износи 14,0 а фотографска магнитуда 14,8. NGC 6976 је још познат и под ознакама NGC 6975, MCG -1-53-15, NPM1G -05.0582, HCG 88C, PGC 65620.